# Goldene Kamera 2008
Die Verleihung der Goldenen Kamera 2008 fand am 6. Februar 2008, als insgesamt 43. Verleihung dieser Auszeichnung, in der Ullstein-Halle im Verlagshaus der Axel Springer AG in Berlin statt. Die Moderation übernahm Thomas Gottschalk. Die Verleihung wurde am 8. Februar 2008 um 21:15 Uhr auf dem Fernsehsender ZDF übertragen.
Die Jury bestand aus dem Hörzu-Chefredakteur Thomas Garms, Vera Tschechowa, Maybrit Illner, Helmut Thoma, Jörg Pilawa, Dieter Wedel sowie Mitgliedern der Hörzu-Redaktion.
Das Publikum wurde durch Andreas Wiele (Vorstand Zeitschriften Internationales, Axel Springer AG) begrüßt. An der Veranstaltung nahmen etwa 1200 Gäste teil.

## Preisträger

### Beste deutsche Schauspielerin
- Ulrike Krumbiegel – Polizeiruf 110: Jenseits

Weitere Nominierungen:
Jessica Schwarz
Katharina Wackernagel

### Bester deutscher Schauspieler
- Matthias Brandt

Weitere Nominierungen:
Burghart Klaußner – Polizeiruf 110: Taubers Angst
Ulrich Tukur

### Beste Musik National
- Tokio Hotel

### Beste Information
- Sandra Maischberger und Jan Kerhart für Helmut Schmidt außer Dienst (NDR)

### Bester deutscher Fernsehfilm
- Contergan (ARD)

Weitere Nominierungen:
Angsthasen (ARD)
Die Todesautomatik (ZDF)

### Bester Nachwuchsschauspieler
- Ludwig Trepte (Lilli Palmer & Curd Jürgens Gedächtniskamera)

### Beste Unterhaltung
- Schlag den Raab (ProSieben)

### Beste Fernsehkommissarin
- Maria Furtwängler (Hörzu-Leserwahl)

### Lebenswerk national
- Alfred Biolek

### Auszeichnungen für internationale Gäste

#### Beste Schauspielerin international
- Hilary Swank

#### Beste Musik international
- Kylie Minogue

#### Lebenswerk Musik international
- Chuck Berry

#### Lebenswerk international
- Robert De Niro

## Sonstiges
Die Dinnerparty der prominenten Gäste stellte man unter das Motto „New Romantic“. Die Axel-Springer-Passage war dabei in eine warme Atmosphäre getaucht, in der Schwarz und intensive Farben wie Pink und Lila sowie strahlendes Silber vorherrschten.

## Weblink
- Goldene Kamera 2008 – 43. Verleihung